# 木の芽煮
木の芽煮（きのめだき、きのめに）とは、山椒の葉と実に昆布を加え、長時間醤油で煮て作る時雨煮。

## 概要
京都市左京区の鞍馬寺門前の名物である。

## 由来
- 一説には、平安時代末期に鞍馬山で修行した牛若丸が食べていたとされる「アケビの蔓、山椒の芽、ヤマブキ等の塩漬」（木の芽漬）から発達したと言われている。[2]、また鞍馬街道は京都と若狭を結ぶ鯖街道の一つとして往来が盛んだったため、若狭から鯖と一緒に昆布が運ばれたことから木の芽煮が生まれた[3]とも言われる。
- 古来より、鞍馬の住民は、周辺の山で豊富に採れる山菜を塩漬けにして常食としていた。明治時代中期になると、鞍馬寺や由岐神社への参拝者が増えたため、昆布を加えた現在の木の芽煮を造るようになり土産物として販売するようになった。

## 関連製品
鞍馬で、木の芽煮を製造している業者は、葉山椒、実山椒、ちりめん山椒、山椒昆布、葉唐がらし、蕗しぐれ等も製造し販売している。